# 安娜·潘克拉托娃
安娜·米哈伊洛夫娜·潘克拉托娃（俄语：Анна Михайловна Панкратова，1897年—1957年），苏联历史学家、教育家，苏联科学院成员，著作颇多，俄罗斯重要历史学刊物《历史议题》主编，曾领导苏联国家历史学家委员会，苏联共产党员，最高苏维埃主席团成员。著作曾被翻译成中文。导师为米哈伊尔·尼古拉耶维奇·波克罗夫斯基。